# Hybridní trolejbus

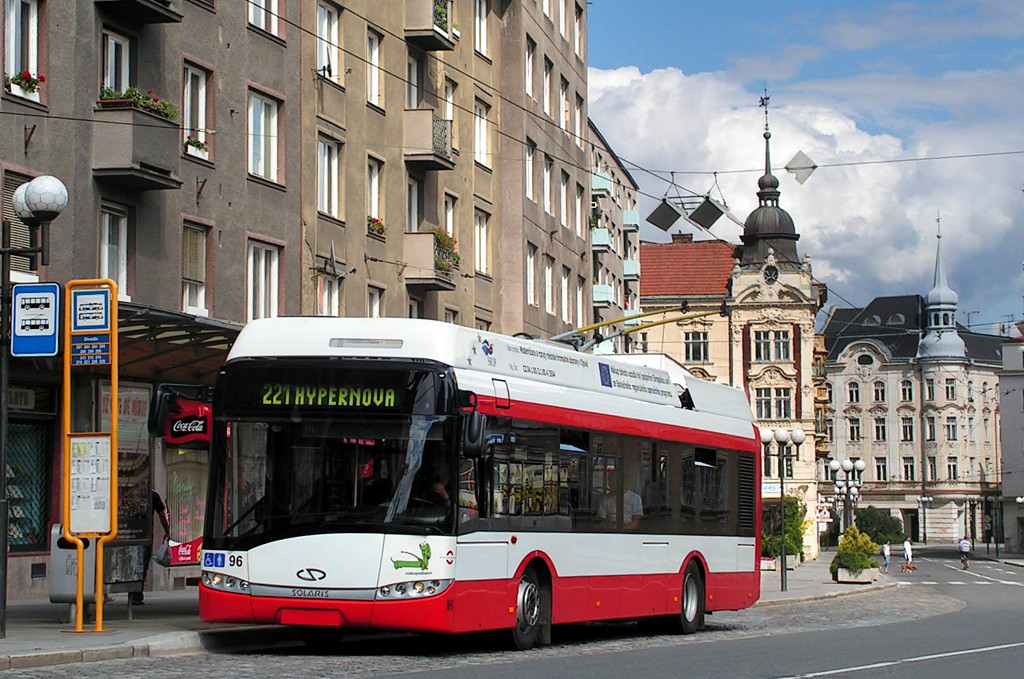
Opavský Solaris Trollino 12 AC s pomocným dieselagregátem

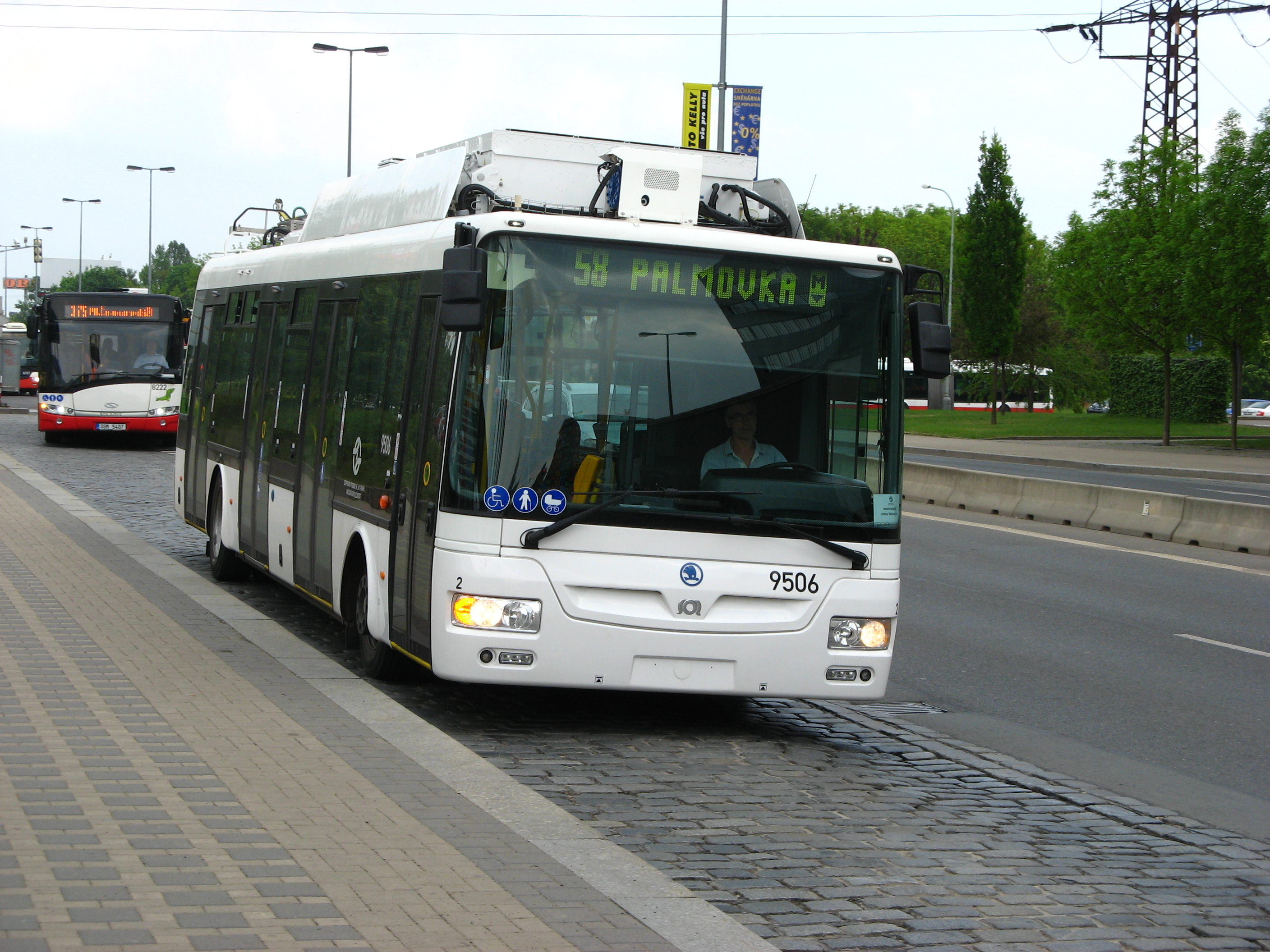
Parciální trolejbus Škoda 30Tr vybavený baterií, Praha-Prosek

Hybridní trolejbus (trolejbus s pomocným pohonem, či parciální trolejbus) je trolejbus s hybridním pohonem. Alternativní pohon mu umožňuje jízdu bez trakčního trolejového vedení, tedy s operativností autobusu.
Moderní trolejbusy jsou na přání zákazníka vybavovány dieselagregátem, nebo akumulátorem, jsou tedy použitelné i mimo úseky trolejového vedení. Tato vlastnost se někdy využívá na městských a příměstských linkách. 
Od začátku platnosti normy Euro VI v roce 2013 již nejsou v Evropské unii vozidla s dieselagregátem splňující ekvivalent této normy vyráběna z důvodu rozměrů nutných podpůrných prvků spalovacího motoru a jsou preferovány vozy s akumulátory.

## Typy hybridních trolejbusů
Zhruba od začátku 21. století se většina trolejbusů vyrábí s hybridním pohonem.

### S pomocným pohonem
Vozy s pomocným pohonem jsou uzpůsobeny pouze pro krátké pojezdy s cestujícími bez vrchního (trolejového) vedení (koncové úseky linek; v Česku např. v Plzni, ve Zlíně či v Hradci Králové). Rychlost obsazeného vozu při použití pomocného pohonu většinou nepřesahuje 30 km/h (při maximálním výkonu 50 kW), při 100 kW výkonu jsou schopny trolejbusy jet rychlostí přibližně 50 km/h, což je pro městský provoz dostačující. Tyto vozy Škoda nabízela pro operativní řešení mimořádných událostí v provozu, nikoliv jako vozidla pro pravidelný provoz na nezatrolejovaném úseku. Provoz těchto vozů se časem vyznačoval velkým opotřebením dieselagregátu.
I vozy s akumulátory mají omezení stanovená výrobcem, kdy se jedná o kompromis mezi technickými možnostmi a představami provozovatele.
Jako pomocný pohon se využívá buď akumulátor, nebo dieselagregát, který pohání trakční motor vozu.
V současnosti dodávané akumulátory umožňují prakticky stejné dynamické vlastnosti vozu jako při odběru proudu z trolejového vedení. Plnohodnotný bateriový trolejbus bývá též nazýván parciální trolejbus/elektrobus či trolejbus/elektrobus s dynamickým nabíjením.
Trolejbusy s pomocným pohonem jsou někdy zaměňovány za duobusy.

### S plnohodnotným alternativním pohonem (duobus)
Jako duobusy jsou označována vozidla vybavená samostatným spalovacím motorem s převodovkou a kompletní elektrovýzbrojí trolejbusu. Vozidlo je tedy schopné jezdit jako autobus, nebo jako trolejbus nezávisle na druhém z pohonů. Zařadit tak jednoznačně vozidlo mezi silniční, nebo drážní vozidla je obtížné. Často v praxi docházelo k vyjmutí jednoho z pohonů (častěji toho elektrického) a vozidlo se pak chovalo dle zbylého pohonu. Jednalo se tedy o plnohodnotné spojení trolejbusu s autobusem. Výkony vozu (rychlost, akcelerace) jsou shodné jako u trolejbusu nebo autobusu. Většinou jsou duobusy článková (kloubová) vozidla vzhledem k vysoké hmotnosti a prostorové náročnosti autobusového pohonu i vhodnějšího rozdělení pohonů - střední náprava "trolejbus" a zadní "autobus". Duobusy se těšily zájmu hlavně v 70. a 80. letech a částečně v 90. letech 20. století.

## Hybridní trolejbusy v Česku
Z českých trolejbusů mají dieseleagregát typy Škoda 21TrACI, Škoda 24Tr s kloubovým Škoda 25Tr a Škoda 30Tr. Typ 21TrACI byl vybaven výhradně pomocným dieselagregátem (na což odkazuje písmeno „I“), další zmiňované jím mohly být vybaveny na přání zákazníka. Rovněž trolejbusy Solaris Trollino, vyráběné v Ostravě, byly na přání vybavovány dieselagregátem.
V roce 2020 byly akumulátory vybavovány na přání všechny české trolejbusy Škoda 26Tr, Škoda 27Tr, Škoda 30Tr a Škoda 32Tr.

### Provoz
V Česku jsou hybridní trolejbusy provozovány na některých linkách, jejichž koncové úseky nejsou zatrolejovány. Jedná se například o některé linky ve Zlíně (č. 3 na Louky, č. 4 a 5 do Kostelce, Štípy a na Lešnou, č. 11 do Lužkovic a č. 12 do Želechovic), Plzni (linky č. 12 do Letkova, č. 13 do nákupní zóny v Černicích), Hradci Králové (linka č. 1 do Kluk, linka č. 21 na sídliště Plachta, částečně linka č. 27 a část spojů linky č. 7), Opavě (linka č. 204 do Kylešovic a přes zastávku Vrchní), Ostravě (některé spoje linky č. 106 kolem Bazalů a č. 101 do Petřvaldu) či v Brně (linka č. 30 do Soběšic). Zvláštním případem je trolejbusová doprava v Praze, kde je celá síť budována pro výhradní provoz parciálních trolejbusů (s výjimkou jednoho krátkého úseku zakončeného smyčkami pro možnost provozu historických vozidel).

## Trolejbusy a duobusy v českém právu
V Česku trolejbusy včetně hybridních trolejbusů sice spadají do definice motorového vozidla a tím i do definice silničního vozidla, nejsou však zahrnuty do třídění motorových vozidel v zákoně č. 56/2001 Sb. a legislativa týkající se podmínek provozu silničních vozidel s trolejbusy ani v mnoha dalších ustanoveních nepočítá a s jejich provozem mimo trolejbusovou dráhu už vůbec ne. Trolejbusy, ač jsou motorovými vozidly, například nemají registrační značky. 
Zároveň jsou trolejbusy drážními vozidly, která se pohybují po trolejbusové dráze. Na jejich schvalování se tak vztahuje vyhláška č. 209/2006 Sb., stanovující přípustné emise ve výfukových plynech motoru drážního vozidla. Uplatňování této vyhlášky na hybridní trolejbusy, kde se spalovací agregát nebo motor používá výhradně pro jízdu mimo trolejbusovou dráhu, je z právního hlediska sporné.
Duobusy se v Česku nikdy nevyskytovaly.
Z legislativního hlediska se však i nezatrolejované úseky považují za trolejbusové tratě – mimo trolejbusovou trať nesmí trolejbus jezdit. Buď se konkrétní ulice prohlásí za dráhu, nebo se tak, pro zjednodušení, prohlásí celý obvod města.